# Мала Андреєвка (Нижньогородська область)
Мала Андреєвка (рос. Малая Андреевка) — присілок в Бутурлинському районі Нижньогородської області Російської Федерації.
Населення становить 0 осіб. Входить до складу муніципального утворення Каменищенська сільрада.

## Історія
Від 2009 року входить до складу муніципального утворення Каменищенська сільрада.

## Населення
| 2002 | 2010 |
| ---- | ---- |
| 3    | ↘0   |